# Ceratopogon vaillanti
Ceratopogon vaillanti är en tvåvingeart som först beskrevs av Mayer 1955.  Ceratopogon vaillanti ingår i släktet Ceratopogon och familjen svidknott. Inga underarter finns listade i Catalogue of Life.